# Заболотный, Геннадий Вадимович
Геннадий Вадимович Заболотный (укр. Геннадій Вадимович Заболотний; род. 1 мая 1966, Гайворон, Кировоградская область) — украинский политик и предприниматель. Глава Березовского района Одесской области (2015—2018) и Деснянского района Киева (2018—2019). Депутат Кировоградского областного совета ІV и V созывов. Являлся членом Христианско-демократической партии Украины и «Европейской солидарности».

## Биография
Родился 1 мая 1966 року в Гайвороне Кировоградской области.
В 1983 году поступил в Кировоградский институт сельскохозяйственного машиностроения. С 1984 по 1986 год проходил срочную службу в армии. Окончил институт в 1990 году по специальности «машины и технология обработки металлов давлением», получив квалификацию «инженер-механик». С 1990 по 1991 год работал инженер-конструктором III категории в научно-исследовательском секторе Кировоградского института сельскохозяйственного машиностроения.
В 1991 году являлся специалистом по заключению договоров в кировоградской товарной бирже «Ятрань». С 1991 по 1993 год — брокер брокерской фирмы «Лан» в Кировограде. С 1993 по 2003 год являлся директором предприятия «Раздол» в Кировограде. С 1999 по 2009 руководил кировоградским предприятием «Бон Вояж Групп». С 2000 по 2015 год также являлся арбитражным управляющим в Кировограде. В 2000 году стал главой кировоградского отделения Христианско-демократической партии Украины. На платной основе был помощником народного депутата IV созыва Кирилла Полищука (2002—2006).
В 2004 году окончил Кировоградский национальный технический университет по специальности «финансы». Являлся депутатом Кировоградского областного совета ІV и V созывов. На выборах 2006 года в Верховную раду был включён в список Блока Народно-демократических партий. В 2006 году окончил Национальную академию внутренних дел Украины по специальности «правоведение». В 2012 году баллотировался в парламент по 99 округу (Кировоградская область), однако вновь избран не был. В 2015 году стал директором компании «Аптекарь-Групп».
На местных выборах 2015 года баллотировался в Одесский областной совет от Блока Петра Порошенко «Солидарность». 10 сентября 2015 года Президент Украины Пётр Порошенко назначил Заболотного главой Березовской районной государственной администрации Одесской области. 15 января 2018 года Порошенко назначил его на аналогичную должность в Деснянском районе Киева. После того как президентом Украины стал Владимир Зеленский, Заболотный был уволен со своей должности. Указ о его увольнении был подписан 23 июля 2019 года.
18 марта 2020 года премьер-министр Денис Шмыгаль назначил Заболотного заместителем Министра Кабинета министров Украины. 8 июля 2020 года он получил новую должность — заместитель председателя Национального агентства Украины по вопросам государственной службы.

## Семья
Женат. Имеет двух сыновей и дочь.